# 腌笃鲜
腌肚鲜是徽菜、苏帮菜、上海菜、杭帮菜的一种春季时令菜式，用冬筍、咸肉、豆腐皮結合鲜猪肉，置于文火上慢炖。此菜适合家庭制作，讲究原汁原味，无需添加盐、味精等任何调料。